# Luca Marrone
Luca Marrone (Torino, 28 marzo 1990) è un calciatore italiano, difensore o centrocampista del Lecco.

## Biografia
Il 10 giugno 2017 si sposa a Racconigi con Astrid. La coppia ha due figli.

## Caratteristiche tecniche
Centrocampista centrale abile nel recuperare palloni e nel reimpostare l'azione, è anche dotato di un buon tiro. Predilige il ruolo di regista basso davanti alla difesa, tuttavia può essere utilizzato all'occorrenza con buoni risultati anche come difensore centrale.

## Carriera

### Club

#### Juventus
Inizia giocare a calcio dall'età di 5 anni nel Lascaris, per poi passare al settore giovanile della Juventus. Fa tutta la trafila nelle squadre giovanili, iniziando dai Pulcini fino alla Primavera.
Nel febbraio 2009 vince, con la formazione Primavera, il Torneo di Viareggio, ripetendosi nell'annata successiva.
Nella stagione 2009-2010 viene aggregato alla prima squadra. Il 23 agosto 2009, a 19 anni, esordisce in Serie A allo Stadio Olimpico in Juventus-Chievo (1-0), dove rimedia anche il suo primo cartellino giallo dopo pochi secondi. La sua seconda presenza arriva il 19 settembre contro il Livorno (2-0).

#### Siena
Il 1º luglio 2010 passa in prestito al Siena, in Serie B, in uno scambio che porta in Toscana anche il compagno di squadra Ciro Immobile. Esordisce con la maglia senese il 18 settembre 2010 contro l'Atalanta, venendo sostituito al 76' minuto di gioco, partita vinta 1-0 con gol di Salvatore Mastronunzio. Una settimana dopo gioca tutti i novanta minuti contro il Piacenza, sfida vinta 1-0. Segna il suo primo gol in Serie B l'8 dicembre 2010 nel recupero della 14ª giornata contro il Vicenza, gara terminata 2-2. Ottiene 18 presenze e contribuisce alla promozione del Siena in Serie A, grazie al secondo posto in campionato.

#### Ritorno alla Juventus

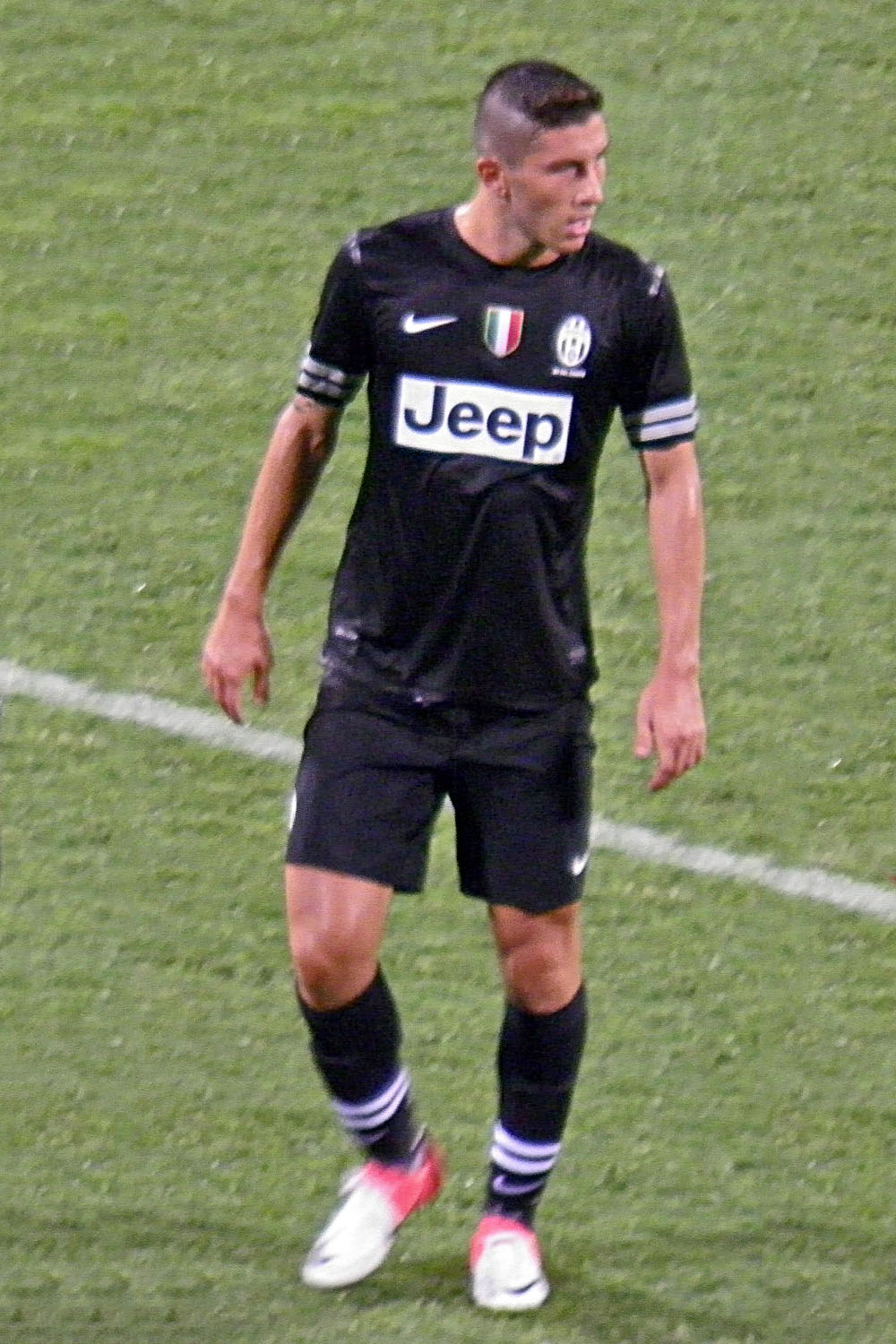
Marrone alla Juventus nel 2012

Terminato il prestito ritorna alla Juventus per la stagione 2011-2012, dove ritrova Conte come allenatore. Il 21 gennaio 2012, nella partita contro l'Atalanta, subentra a Simone Pepe nella ripresa e fornisce l'assist per il gol del 2-0 di Giaccherini, che dà alla squadra bianconera il simbolico titolo di campione d'inverno.
Il 6 maggio 2012 conquista lo scudetto con la maglia bianconera con una giornata d'anticipo, nella partita giocata sul campo neutro di Trieste contro il Cagliari e vinta 2 a 0, in concomitanza con la vittoria dell'Inter contro il Milan per 4 a 2. Il 13 maggio, nell'ultima partita di campionato giocata in casa contro l'Atalanta, mette a segno il suo primo gol in Serie A, con un tiro potente scagliato all'incrocio dei pali, grazie a un assist di tacco da parte di Marco Borriello.
La stagione 2012-2013 inizia con la vittoria della Supercoppa italiana allo Stadio nazionale di Pechino, grazie al punteggio di 4-2 sul Napoli. Durante la preparazione estiva, il tecnico Antonio Conte lo prova spesso nel ruolo di vice-Bonucci come difensore centrale. In questo ruolo, data l'assenza di Chiellini per un infortunio avvenuto durante gli Europei, esordisce durante la prima giornata di campionato, contro il Parma (vinta 2-0). Il 6 marzo 2013 colleziona la sua prima presenza in Champions League, giocando da titolare il ritorno degli ottavi di finale contro il Celtic allo Juventus Stadium (2-0). Il 5 maggio successivo, grazie al successo interno della Juventus sul Palermo per 1-0, vince – con tre giornate d'anticipo – il secondo scudetto consecutivo.

#### Sassuolo e secondo ritorno alla Juventus
Il 2 settembre 2013 la Juventus e il Sassuolo stipulano un accordo per il trasferimento del calciatore alla società neroverde in comproprietà (per la metà del cartellino di Domenico Berardi). Il club emiliano acquisisce la metà del cartellino del calciatore, valutato complessivamente 9 milioni di euro. Esordisce il 20 ottobre, nella partita casalinga contro il Bologna, dove i neroverdi raccolgono anche il loro primo successo assoluto in massima serie.
Il 20 giugno 2014 Juventus e Sassuolo rinnovano la partecipazione del cartellino. Il 3 luglio seguente la Juventus comunica di aver riscattato l'intero cartellino per 5 milioni di euro, pagabili in tre anni. A causa di vari problemi fisici, Marrone è tuttavia costretto a saltare praticamente tutta la stagione, nella quale non ottiene nessuna presenza in gare ufficiali.

#### Carpi, Verona, Zulte Waregem e Bari
L'8 luglio 2015 passa in prestito fino a fine stagione al Carpi. Segna il suo primo gol con la sua nuova maglia il 28 ottobre 2015 nella sconfitta contro il Frosinone.
Dopo diversi problemi con i tecnici del Carpi, decide di cambiare e passa ancora in prestito fino a fine stagione al Verona. Nella partita di campionato del 7 febbraio 2016 contro l'Inter, finita 3-3, Marrone è l'unico giocatore negli ultimi 10 anni ad aver fornito tre assist da palla ferma (due corner e una punizione) in una singola partita.
Il 30 agosto 2016 viene ufficializzato dalla Juventus il trasferimento in prestito annuale allo Zulte Waregem, squadra che milita nella massima serie belga. Il 18 marzo 2017 vince la Coppa del Belgio.
Il 26 agosto 2017 il Bari comunica il trasferimento in prestito del giocatore. Segna il suo primo gol con la maglia del Bari il 24 febbraio 2018 nella trasferta vittoriosa di Terni per 1-2.

#### Ritorno al Verona, Crotone e Monza
Il 4 agosto 2018 viene ufficializzato il suo trasferimento al Verona, in prestito oneroso con obbligo di riscatto, facendo così ritorno dopo due anni nella società scaligera.
Il 29 agosto 2019 viene ceduto in prestito al Crotone. Il successivo 30 novembre segna il suo primo gol con i pitagorici, nella partita col Cittadella, finita 1-1. A fine anno, dopo avere conseguito la promozione in Serie A, viene riscattato dal club calabrese. Giocherà poi 21 partite nel massimo campionato terminato con la retrocessione degli squali.
Il 31 agosto 2021, a 46 secondi dalla fine della sessione di calciomercato, viene acquistato dal Monza in Serie B.
Il 29 maggio 2022 segnerà il gol decisivo del 3-3 nel ritorno della finale play-off di Serie B contro il Pisa, contribuendo alla prima storica promozione in A dei brianzoli. Al termine della stagione 2022-2023 rimane svincolato.

#### Lecco e Cremonese
Il 30 agosto 2023 firma un accordo fino al 30 giugno 2025 con il Lecco, neopromosso in Serie B. Con i lombardi raccoglie 8 presenze.
Il 1º febbraio 2024 viene ceduto in prestito con opzione di riscatto alla Cremonese.

### Nazionale
Tra le nazionali giovanili ha giocato con l'Under-17 e l'Under-19.
Il 13 ottobre 2009 esordisce nella nazionale Under-21, con il tecnico Casiraghi, entrando nel secondo tempo della partita Italia-Bosnia ed Erzegovina (1-1), valida per le qualificazioni all'Europeo 2011. Il 3 marzo 2010 segna il suo primo gol con l'Under-21 nella partita Italia-Ungheria (2-0) disputata a Rieti.
Dopo la mancata qualificazione per l'Europeo 2011, causa l'eliminazione nel play-off contro la Bielorussia, Marrone diventa uno dei giocatori più esperti del centrocampo nel nuovo ciclo guidato inizialmente da Ciro Ferrara e poi da Devis Mangia, tanto da indossare la fascia di capitano della Nazionale Under-21.
Il 27 maggio 2013 viene incluso dal tecnico Devis Mangia tra i 23 convocati che avrebbero preso parte all'Europeo Under-21 in Israele, poi perso in finale contro la Spagna per 2-4.
Dal 10 al 12 marzo 2014 è stato convocato dal CT della Nazionale maggiore Cesare Prandelli per uno stage organizzato allo scopo di visionare giovani giocatori in vista dei Mondiali 2014.

## Statistiche

### Presenze e reti nei club
Statistiche aggiornate al 26 aprile 2025.
| Stagione             | Squadra              | Campionato           | Campionato | Campionato | Coppe nazionali | Coppe nazionali | Coppe nazionali | Coppe continentali | Coppe continentali | Coppe continentali | Altre coppe | Altre coppe | Altre coppe | Totale | Totale |
| Stagione             | Squadra              | Comp                 | Pres       | Reti       | Comp            | Pres            | Reti            | Comp               | Pres               | Reti               | Comp        | Pres        | Reti        | Pres   | Reti   |
| -------------------- | -------------------- | -------------------- | ---------- | ---------- | --------------- | --------------- | --------------- | ------------------ | ------------------ | ------------------ | ----------- | ----------- | ----------- | ------ | ------ |
| 2009-2010            | Juventus             | A                    | 2          | 0          | CI              | 0               | 0               | UCL+UEL            | 0                  | 0                  | -           | -           | -           | 2      | 0      |
| 2010-2011            | Siena                | B                    | 18         | 1          | CI              | 1               | 0               | -                  | -                  | -                  | -           | -           | -           | 19     | 1      |
| 2011-2012            | Juventus             | A                    | 3          | 1          | CI              | 3               | 0               | -                  | -                  | -                  | -           | -           | -           | 6      | 1      |
| 2012-2013            | Juventus             | A                    | 10         | 0          | CI              | 4               | 0               | UCL                | 1                  | 0                  | SI          | 0           | 0           | 15     | 0      |
| 2013-2014            | Sassuolo             | A                    | 15         | 0          | CI              | -               | -               | -                  | -                  | -                  | -           | -           | -           | 15     | 0      |
| 2014-2015            | Juventus             | A                    | 0          | 0          | CI              | 0               | 0               | UCL                | -                  | -                  | SI          | -           | -           | 0      | 0      |
| Totale Juventus      | Totale Juventus      | Totale Juventus      | 15         | 1          |                 | 7               | 0               |                    | 1                  | 0                  |             | 0           | 0           | 23     | 1      |
| 2015-gen. 2016       | Carpi                | A                    | 9          | 1          | CI              | 4               | 0               | -                  | -                  | -                  | -           | -           | -           | 13     | 1      |
| gen.-giu. 2016       | Verona               | A                    | 12         | 0          | CI              | -               | -               | -                  | -                  | -                  | -           | -           | -           | 12     | 0      |
| 2016-2017            | Zulte Waregem        | D1                   | 15+10      | 0          | CB              | 3               | 1               | -                  | -                  | -                  | -           | -           | -           | 28     | 1      |
| 2017-2018            | Bari                 | B                    | 33+1       | 1          | CI              | -               | -               | -                  | -                  | -                  | -           | -           | -           | 34     | 1      |
| 2018-2019            | Verona               | B                    | 23         | 0          | CI              | 2               | 0               | -                  | -                  | -                  | -           | -           | -           | 25     | 0      |
| Totale Hellas Verona | Totale Hellas Verona | Totale Hellas Verona | 35         | 0          |                 | 2               | 0               |                    | -                  | -                  |             | -           | -           | 37     | 0      |
| 2019-2020            | Crotone              | B                    | 31         | 3          | CI              | -               | -               | -                  | -                  | -                  | -           | -           | -           | 31     | 3      |
| 2020-2021            | Crotone              | A                    | 21         | 0          | CI              | 1               | 0               | -                  | -                  | -                  | -           | -           | -           | 22     | 0      |
| Totale Crotone       | Totale Crotone       | Totale Crotone       | 52         | 3          |                 | 1               | 0               |                    |                    |                    |             |             |             | 53     | 3      |
| 2021-2022            | Monza                | B                    | 18+4       | 0+1        | CI              | -               | -               | -                  | -                  | -                  | -           | -           | -           | 22     | 1      |
| 2022-2023            | Monza                | A                    | 2          | 0          | CI              | 1               | 0               | -                  | -                  | -                  | -           | -           | -           | 3      | 0      |
| Totale Monza         | Totale Monza         | Totale Monza         | 20+4       | 0+1        |                 | 1               | 0               |                    | -                  | -                  |             | -           | -           | 25     | 1      |
| 2023-feb. 2024       | Lecco                | B                    | 8          | 0          | CI              | -               | -               | -                  | -                  | -                  | -           | -           | -           | 8      | 0      |
| feb.-giu. 2024       | Cremonese            | B                    | 2          | 0          | CI              | -               | -               | -                  | -                  | -                  | -           | -           | -           | 2      | 0      |
| 2024-2025            | Lecco                | C                    | 14         | 1          | CI-C            | 1               | 0               | -                  | -                  | -                  | -           | -           | -           | 15     | 1      |
| Totale Lecco         | Totale Lecco         | Totale Lecco         | 22         | 1          |                 | 1               | 0               |                    | -                  | -                  |             | -           | -           | 23     | 1      |
| Totale carriera      | Totale carriera      | Totale carriera      | 236+15     | 8+1        |                 | 20              | 1               |                    | 1                  | 0                  |             | 0           | 0           | 272    | 10     |

### Cronologia presenze e reti in nazionale
| Cronologia completa delle presenze e delle reti in nazionale ― Italia under 21 | Cronologia completa delle presenze e delle reti in nazionale ― Italia under 21 | Cronologia completa delle presenze e delle reti in nazionale ― Italia under 21 | Cronologia completa delle presenze e delle reti in nazionale ― Italia under 21 | Cronologia completa delle presenze e delle reti in nazionale ― Italia under 21 | Cronologia completa delle presenze e delle reti in nazionale ― Italia under 21 | Cronologia completa delle presenze e delle reti in nazionale ― Italia under 21 | Cronologia completa delle presenze e delle reti in nazionale ― Italia under 21 |
| Data                                                                           | Città                                                                          | In casa                                                                        | Risultato                                                                      | Ospiti                                                                         | Competizione                                                                   | Reti                                                                           | Note                                                                           |
| ------------------------------------------------------------------------------ | ------------------------------------------------------------------------------ | ------------------------------------------------------------------------------ | ------------------------------------------------------------------------------ | ------------------------------------------------------------------------------ | ------------------------------------------------------------------------------ | ------------------------------------------------------------------------------ | ------------------------------------------------------------------------------ |
| 13-10-2009                                                                     | Mantova                                                                        | Italia under 21                                                                | 1 – 1                                                                          | Bosnia ed Erzegovina under 21                                                  | Qual. Europeo Under-21 2011                                                    | -                                                                              |                                                                                |
| 13-11-2009                                                                     | Győr                                                                           | Ungheria under 21                                                              | 2 – 0                                                                          | Italia under 21                                                                | Qual. Europeo Under-21 2011                                                    | -                                                                              |                                                                                |
| 17-11-2009                                                                     | Lussemburgo                                                                    | Lussemburgo under 21                                                           | 0 – 4                                                                          | Italia under 21                                                                | Qual. Europeo Under-21 2011                                                    | -                                                                              |                                                                                |
| 2-3-2010                                                                       | Bologna                                                                        | Italia under 21                                                                | 2 – 0                                                                          | Ungheria under 21                                                              | Qual. Europeo Under-21 2011                                                    | 1                                                                              |                                                                                |
| 11-8-2010                                                                      | Viareggio                                                                      | Italia under 21                                                                | 2 – 2                                                                          | Danimarca under 21                                                             | Amichevole                                                                     | -                                                                              |                                                                                |
| 3-9-2010                                                                       | Sarajevo                                                                       | Bosnia ed Erzegovina under 21                                                  | 0 – 1                                                                          | Italia under 21                                                                | Qual. Europeo Under-21 2011                                                    | -                                                                              |                                                                                |
| 7-9-2010                                                                       | Pescara                                                                        | Italia under 21                                                                | 1 – 0                                                                          | Galles under 21                                                                | Qual. Europeo Under-21 2011                                                    | -                                                                              |                                                                                |
| 8-10-2010                                                                      | Rieti                                                                          | Italia under 21                                                                | 2 – 0                                                                          | Bielorussia under 21                                                           | Qual. Europeo Under-21 2011                                                    | -                                                                              | Play-off                                                                       |
| 24-3-2011                                                                      | Reggio Emilia                                                                  | Italia under 21                                                                | 3 – 1                                                                          | Svezia under 21                                                                | Amichevole                                                                     | -                                                                              |                                                                                |
| 29-3-2011                                                                      | Kassel                                                                         | Germania under 21                                                              | 2 – 2                                                                          | Italia under 21                                                                | Amichevole                                                                     | -                                                                              |                                                                                |
| 13-4-2011                                                                      | Padova                                                                         | Italia under 21                                                                | 2 – 0                                                                          | Russia under 21                                                                | Amichevole                                                                     | -                                                                              |                                                                                |
| 1-6-2011                                                                       | Tolone                                                                         | Costa d'Avorio under 23                                                        | 0 – 2                                                                          | Italia under 21                                                                | Torneo di Tolone 2011 - 1º turno                                               | -                                                                              |                                                                                |
| 3-6-2011                                                                       | Saint-Raphaël                                                                  | Italia under 21                                                                | 1 – 1                                                                          | Portogallo under 20                                                            | Torneo di Tolone 2011 - 1º turno                                               | -                                                                              |                                                                                |
| 5-6-2011                                                                       | Le Lavandou                                                                    | Colombia under 20                                                              | 1 – 1                                                                          | Italia under 21                                                                | Torneo di Tolone 2011 - 1º turno                                               | -                                                                              |                                                                                |
| 8-6-2011                                                                       | Tolone                                                                         | Francia under 20                                                               | 1 – 0                                                                          | Italia under 21                                                                | Torneo di Tolone 2011 - Semifinale                                             | -                                                                              |                                                                                |
| 10-6-2011                                                                      | Tolone                                                                         | Messico under 20                                                               | 1 – 1 (4 - 5 dtr)                                                              | Italia under 21                                                                | Torneo di Tolone 2011 - Finale 3º posto                                        | -                                                                              |                                                                                |
| 10-8-2011                                                                      | Varese                                                                         | Italia under 21                                                                | 1 – 1                                                                          | Svizzera under 21                                                              | Amichevole                                                                     | -                                                                              |                                                                                |
| 6-9-2011                                                                       | Székesfehérvár                                                                 | Ungheria under 21                                                              | 0 – 3                                                                          | Italia under 21                                                                | Qual. Europeo Under-21 2013                                                    | -                                                                              |                                                                                |
| 6-10-2011                                                                      | Vaduz                                                                          | Liechtenstein under 21                                                         | 2 – 7                                                                          | Italia under 21                                                                | Qual. Europeo Under-21 2013                                                    | -                                                                              |                                                                                |
| 11-10-2011                                                                     | Rieti                                                                          | Italia under 21                                                                | 2 – 0                                                                          | Turchia under 21                                                               | Qual. Europeo Under-21 2013                                                    | -                                                                              |                                                                                |
| 10-11-2011                                                                     | Istanbul                                                                       | Turchia under 21                                                               | 0 – 2                                                                          | Italia under 21                                                                | Qual. Europeo Under-21 2013                                                    | -                                                                              |                                                                                |
| 15-11-2011                                                                     | Casarano                                                                       | Italia under 21                                                                | 2 – 0                                                                          | Ungheria under 21                                                              | Qual. Europeo Under-21 2013                                                    | -                                                                              | cap.                                                                           |
| 4-6-2012                                                                       | Sligo                                                                          | Irlanda under 21                                                               | 2 – 2                                                                          | Italia under 21                                                                | Qual. Europeo Under-21 2013                                                    | -                                                                              |                                                                                |
| 15-8-2012                                                                      | Leeuwarden                                                                     | Paesi Bassi under 21                                                           | 0 – 3                                                                          | Italia under 21                                                                | Amichevole                                                                     | -                                                                              |                                                                                |
| 6-9-2012                                                                       | Casarano                                                                       | Italia under 21                                                                | 7 – 0                                                                          | Liechtenstein under 21                                                         | Qual. Europeo Under-21 2013                                                    | -                                                                              | cap.                                                                           |
| 10-9-2012                                                                      | Casarano                                                                       | Italia under 21                                                                | 2 – 4                                                                          | Irlanda under 21                                                               | Qual. Europeo Under-21 2013                                                    | -                                                                              |                                                                                |
| 12-10-2012                                                                     | Pescara                                                                        | Italia under 21                                                                | 1 – 0                                                                          | Svezia under 21                                                                | Qual. Europeo Under-21 2013                                                    | -                                                                              |                                                                                |
| 16-10-2012                                                                     | Kalmar                                                                         | Svezia under 21                                                                | 2 – 3                                                                          | Italia under 21                                                                | Qual. Europeo Under-21 2013                                                    | -                                                                              |                                                                                |
| 13-11-2012                                                                     | Siena                                                                          | Italia under 21                                                                | 1 – 3                                                                          | Spagna under 21                                                                | Amichevole                                                                     | -                                                                              |                                                                                |
| 22-3-2013                                                                      | Cittadella                                                                     | Italia under 21                                                                | 2 – 0                                                                          | Russia under 21                                                                | Amichevole                                                                     | -                                                                              | 89’                                                                            |
| 25-3-2013                                                                      | Bassano del Grappa                                                             | Italia under 21                                                                | 1 – 0                                                                          | Ucraina under 21                                                               | Amichevole                                                                     | -                                                                              | cap.                                                                           |
| 5-6-2013                                                                       | Tel Aviv                                                                       | Inghilterra under 21                                                           | 0 – 1                                                                          | Italia under 21                                                                | Europeo Under-21 2013 - 1º turno                                               | -                                                                              |                                                                                |
| Totale                                                                         |                                                                                | Presenze                                                                       | 32                                                                             |                                                                                | Reti                                                                           | 1                                                                              |                                                                                |

| Cronologia completa delle presenze e delle reti in nazionale ― Italia under 19 | Cronologia completa delle presenze e delle reti in nazionale ― Italia under 19 | Cronologia completa delle presenze e delle reti in nazionale ― Italia under 19 | Cronologia completa delle presenze e delle reti in nazionale ― Italia under 19 | Cronologia completa delle presenze e delle reti in nazionale ― Italia under 19 | Cronologia completa delle presenze e delle reti in nazionale ― Italia under 19 | Cronologia completa delle presenze e delle reti in nazionale ― Italia under 19 | Cronologia completa delle presenze e delle reti in nazionale ― Italia under 19 |
| Data                                                                           | Città                                                                          | In casa                                                                        | Risultato                                                                      | Ospiti                                                                         | Competizione                                                                   | Reti                                                                           | Note                                                                           |
| ------------------------------------------------------------------------------ | ------------------------------------------------------------------------------ | ------------------------------------------------------------------------------ | ------------------------------------------------------------------------------ | ------------------------------------------------------------------------------ | ------------------------------------------------------------------------------ | ------------------------------------------------------------------------------ | ------------------------------------------------------------------------------ |
| 15-11-2007                                                                     | Castelfidardo                                                                  | Italia under 19                                                                | 3 – 1                                                                          | Croazia under 19                                                               | Qual. Europeo Under-19 2008                                                    | -                                                                              |                                                                                |
| Totale                                                                         |                                                                                | Presenze                                                                       | 1                                                                              |                                                                                | Reti                                                                           | 0                                                                              |                                                                                |

| Cronologia completa delle presenze e delle reti in nazionale ― Italia under 17 | Cronologia completa delle presenze e delle reti in nazionale ― Italia under 17 | Cronologia completa delle presenze e delle reti in nazionale ― Italia under 17 | Cronologia completa delle presenze e delle reti in nazionale ― Italia under 17 | Cronologia completa delle presenze e delle reti in nazionale ― Italia under 17 | Cronologia completa delle presenze e delle reti in nazionale ― Italia under 17 | Cronologia completa delle presenze e delle reti in nazionale ― Italia under 17 | Cronologia completa delle presenze e delle reti in nazionale ― Italia under 17 |
| Data                                                                           | Città                                                                          | In casa                                                                        | Risultato                                                                      | Ospiti                                                                         | Competizione                                                                   | Reti                                                                           | Note                                                                           |
| ------------------------------------------------------------------------------ | ------------------------------------------------------------------------------ | ------------------------------------------------------------------------------ | ------------------------------------------------------------------------------ | ------------------------------------------------------------------------------ | ------------------------------------------------------------------------------ | ------------------------------------------------------------------------------ | ------------------------------------------------------------------------------ |
| 17-11-2006                                                                     | Marsascala                                                                     | Italia under 17                                                                | 4 – 0                                                                          | Andorra under 17                                                               | Qual. Europeo Under-17 2007                                                    | -                                                                              |                                                                                |
| 19-11-2006                                                                     | Marsascala                                                                     | Italia under 17                                                                | 4 – 0                                                                          | Malta under 17                                                                 | Qual. Europeo Under-17 2007                                                    | -                                                                              | 33’ 57’                                                                        |
| 22-11-2006                                                                     | Marsascala                                                                     | Serbia e Montenegro under 17                                                   | 0 – 0                                                                          | Italia under 17                                                                | Qual. Europeo Under-17 2007                                                    | -                                                                              |                                                                                |
| 23-1-2007                                                                      | Dublino                                                                        | Irlanda under 17                                                               | 1 – 0                                                                          | Italia under 17                                                                | Amichevole                                                                     | -                                                                              | 15’                                                                            |
| Totale                                                                         |                                                                                | Presenze                                                                       | 4                                                                              |                                                                                | Reti                                                                           | 0                                                                              |                                                                                |

## Palmarès

### Competizioni giovanili
- Torneo di Viareggio: 2

Juventus: 2009, 2010

### Competizioni nazionali
- Campionato italiano: 3

Juventus: 2011-2012, 2012-2013, 2014-2015
- Supercoppa italiana: 2

Juventus: 2012, 2013
- Coppa Italia: 1

Juventus: 2014-2015
- Coppa del Belgio: 1

Zulte Waregem: 2016-2017